# Cathédrale de l'Annonciation de Moscou
Cette  cathédrale ne doit pas être confondue avec une autre cathédrale de Moscou.
 D’autres cathédrales portent le nom de cathédrale de l'Annonciation.
La cathédrale de l'Annonciation (en russe : Благовещенский собор, Blagovechtchenski sobor) est l'un des édifices religieux groupés autour de la place des Cathédrales du kremlin de Moscou.

## Description
Elle a été édifiée entre 1485 et 1489 par un architecte de Pskov, succédant à cet emplacement à un édifice datant du XIVe siècle, reconstruit en 1416 et qui portait le même nom. À l'origine, le monument possédait trois coupoles (deux d'entre elles ayant été construites vers 1572). Il était cerné par un parvis sur trois de ses côtés. En 1562-1564, on lui ajouta quatre chapelles latérales à simple coupole. Les entrées nord et ouest sont décorées de portails en calcaire du XVIe siècle. La structure est très influencée par l'architecture de la Renaissance italienne. Les portes en bronze des portails nord et ouest sont dorées à l'or fin. Le sol de l'édifice est recouvert de jaspe provenant de la cathédrale de Rostov.

## Fresques et icônes
Les parois conservent des fragments de peintures par le peintre Théodose (1508), un des deux fils du peintre Dionisius, et d'autres d'époques plus récentes. L'iconostase comprend de saintes icônes du XIVe au XVIIe siècle. 
Certaines d'entre elles sont dues ou attribuées par les historiens (dont Victor Lazarev et Igor Grabar) à Andreï Roublev, Théophane le Grec, Prokhor de Gorodets, et datent du XVe siècle. D'autres sont plus récentes. Les historiens d'art sont actuellement plus prudents et en attribuent  beaucoup d'entre elles à des peintres anonymes.
Du temps des tsars, cette cathédrale était la chapelle privée de la famille impériale. Son chapelain fut le confesseur personnel des membres de la famille du tsar jusqu'au début du XXe siècle. 

Icônes de l'iconostase de la cathédrale de l'Annonciation
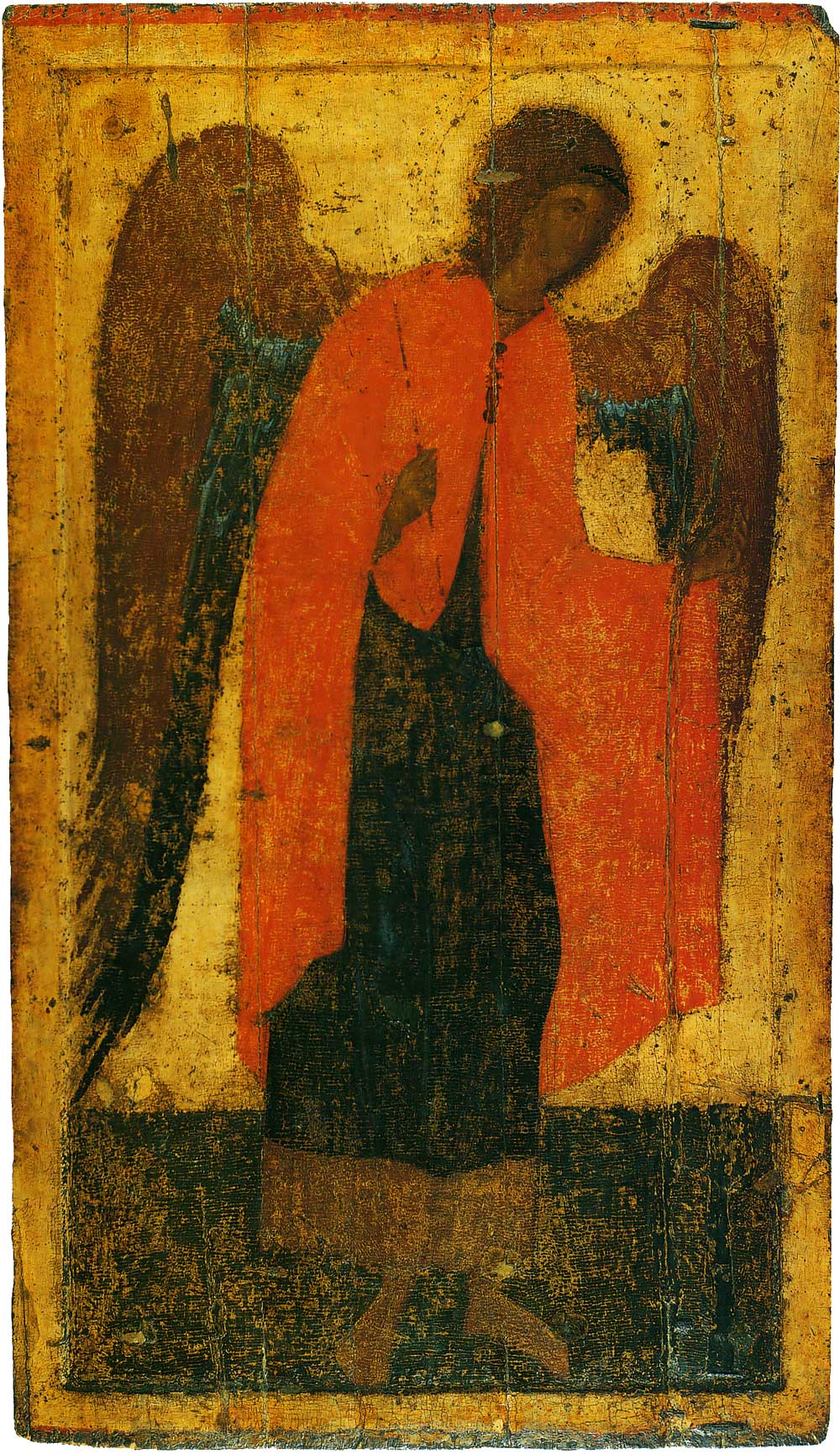
Théophane le Grec, Icône de la Déïsis.
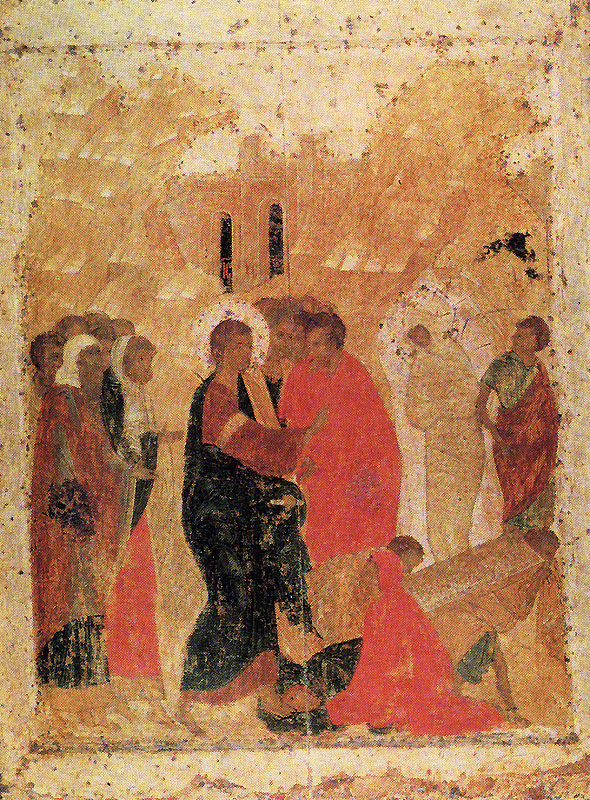
Attribué à Andreï Roublev, Résurrection de Lazare.
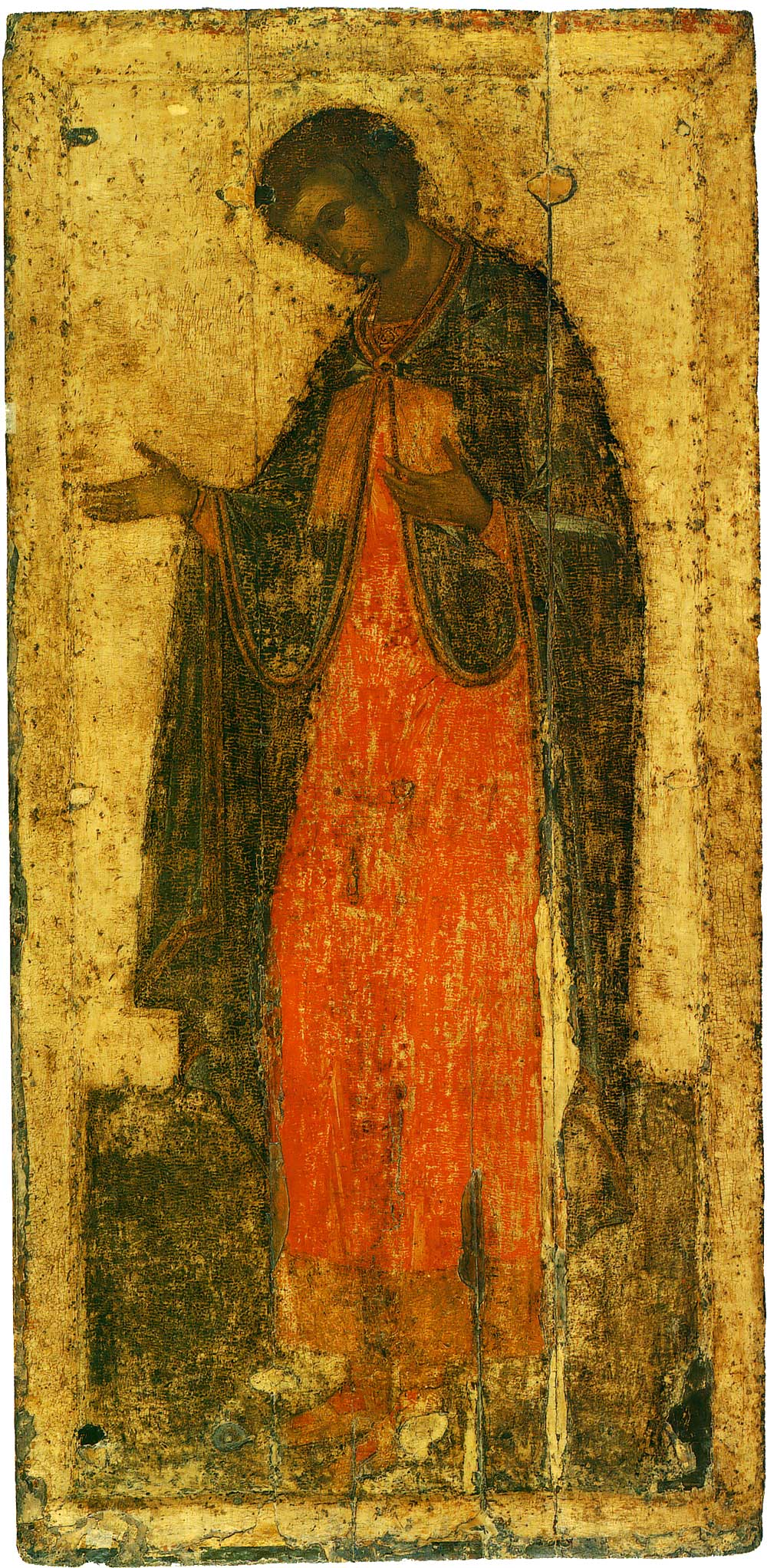
Attribué à Prokhor de Gorodets, Saint Dmitri.